# نظيرات المطثية
نظيرات المطثية (الاسم العلمي: Clostridiaceae) هي فصيلة من البكتيريا تتبع رتبة المطثيات من الطائفة المطثيانية.

## أجناس
- المطثية